# 汉兴街道 (沛县)
汉兴街道是中华人民共和国江苏省徐州市沛县下辖的一个街道办事处。
2014年10月16日，江苏省人民政府批复同意撤销沛城镇、大屯镇，以原沛城镇的铁西、甄庄、二堡、南孔庄、封楼、苗林6个居委会和晓鸣寺、张楼、马庙3个村委会，以及原大屯镇的大张庄、野场、范庄、许塘、大董庄、许阁、四堡、侯楼8个居委会区域设立汉兴街道办事处，街道办事处驻韩信路5号。

## 行政区划
汉兴街道下辖以下村级行政区划单位：
马庙社区、张楼社区、晓鸣寺社区、二堡社区、张庄社区、野场社区、铁西社区、甄庄社区、南孔庄社区、封楼社区、苗林社区、范庄社区、许阁社区、许塘坊社区、董庄社区、四堡社区和侯楼社区。